# مين آي تراست
مين آي تراست هي فرقة إندي بوب كندية مستقلة من مونتريال ، كيبيك . تشكلت الفرقة في عام 2014 ، وتتكون من عازف الجيتار جيسي كارون ، وعازف متعدد الآلات والمنتج دراغوس شيرياك ، والمغنية الرئيسية وعازفة الجيتار إيمانويل برولكس. أصدرت المجموعة أعمالها المبكرة بنفسها.

## الفنية
أطلقت الإذاعة الوطنية العامة على مين آي ترست بانها فرقة بوب إلكتروني ،  وتصف مجلة Our Culture Mag الفرقة بأنها فرقة مستقلة ،  ونشرت مجلة ذا فيدر عن أسلوبهم بأنه من نوع البوب الحالم . 

## أعضاء الفرقة
- جيسي كارون - عازف قيثارة ، عازف جيتار [4] [5]
- دراغوس شيرياك - عازف لوحة مفاتيح ، منتج
- إيمانويل برولكس - مغنية ، عازفة جيتار إيمانويل لديها أيضًا مشروع منفرد يسمى Bernache . [6]

## ديسكغرفي

### ألبومات
| لقب               | تفاصيل الألبوم                                                                 |
| ----------------- | ------------------------------------------------------------------------------ |
| أثق بالرجال       | - تاريخ الصدور: 28 مايو 2014 - التنسيقات: فينيل ، تنزيل رقمي ، تدفق            |
| الإرتفاع          | - تاريخ الإصدار: 30 حزيران (يونيو) 2015 - التنسيقات: فينيل ، تنزيل رقمي ، تدفق |
| اونكل جاز         | - تاريخ الإصدار: 13 سبتمبر 2019 - التنسيقات: فينيل ، سي دي ، تنزيل رقمي ، تدفق |
| جلسات فوريفر لايف | - تاريخ الصدور: 9 يوليو 2020 - التنسيقات: فينيل ، سي دي ، تنزيل رقمي ، تدفق    |

### الأغاني
| لقب                             | سنة  | البوم     |
| ------------------------------- | ---- | --------- |
| "الرجل الطنان"                  |      |           |
| "لورين"                         |      |           |
| "مرأى"                          |      |           |
| "أنت تستحق هذا"                 | 2017 | اونكل جاز |
| "Tailwhip"                      | 2017 | اونكل جاز |
| "أتمنى أن أكون في الجوار"       | 2017 | اونكل جاز |
| "أرني كيف"                      | 2018 | اونكل جاز |
| "سبعة"                          | 2018 | اونكل جاز |
| "قل ، هل تسمع"                  | 2018 | اونكل جاز |
| "مخدر"                          | 2019 | اونكل جاز |
| "نورتون كوماندر (كل ما نحتاجه)" | 2019 | اونكل جاز |
| "لاكي سو"                       |      |           |
| "المد والجزر"                   | 2021 |           |

## روابط خارجية
- Men I Trust on Bandcamp
- Men I Trust's channel on YouTube